# Pou
Pou – wykonane z brązu starożytne chińskie naczynie rytualne, używane od czasów dynastii Shang do końca Epoki Walczących Królestw. Służyło do przechowywania wody lub wina.
Pou miało kształt pękatej wazy o okrągłym lub rzadziej kwadratowym kształcie, z szerokim otworem u góry. Posiadało pokrywkę i okrągłą podstawę. Niekiedy wyposażano je także w boczne uchwyty. Zdobiono je najczęściej guzowatymi wypustkami oraz zoomorficznymi główkami.